# James Jamerson
James Lee Jamerson (29. januar 1936 – 2. august 1983) var en amerikansk bassist. Han var ukrediteret bassist på de fleste af Motown Records' hits i 1960'erne og begyndelsen af 1970'erne (Motown kreditere ikke studiemusikere på deres udgivelser før 1971) og betragtes nu som en af de dygtigste og mest indflydelsesrige bassister i moderne musikhistorie. Han blev optaget i Rock and Roll Hall of Fame i 2000. Som studiemusiker spillede han på 23 Billboard Hot 100 nr. 1-hits samt 56 R&B nr. 1-hits.
I magasinet Bass Players særudgave fra 2017 "The 100 Greatest Bass Players" blev Jamerson kåret til verdens bedste bassist, og magasinet kaldte ham "den vigtigste og mest indflydelsesrige basguitarist" nogensinde. I 2020 rangerede magasinet Rolling Stone ligeledes Jamerson som nummer et på sin liste over de 50 bassister gennem tiderne.

## Tidlige liv
James Jamerson kom fra Edisto Island tæt på Charleston i South Carolina og var søn af James Jamerson Sr. og Elizabeth Bacon. Han blev delvist opdraget af sin bedstemor, der spillede klaver, og sin tante, der sang i kirkekor. Som barn var han en kompetent klaverspiller og optrådte også offentligt. En kort periode spillede han basun. Som teenager var han en temmelig reserveret person, der var ganske passioneret omkring musik. Han lyttede til gospel, blues og jazzmusik i radioen.:3 

## Motown
Jamerson flyttede med sin mor til Detroit i 1954. Her gik han på Northwest High School i det centrale Detroit, hvor han første gang spillede kontrabas. Som kontrabassist begyndte han at spille i Detroit-områdets blues- og jazzklubber og blev påvirket af jazzbassisterne Ray Brown, Paul Chambers og Percy Heath. Han blev tilbudt et musiklegat på Wayne State University, men takkede nej. Efter at have afsluttet gymnasiet fortsatte han med at optræde på klubberne i Detroit. Han blev en del af bluessangeren Washboard Willies band og turnerede senere med Jackie Wilson. Hans stadig voksende ry gav ham hurtigt muligheder for sessions i forskellige lokale pladestudier. Fra 1959 fik han fast arbejde i Berry Gordys studie Hitsville USA, hjemsted for Motown-pladeselskabet. Han spillede bl.a. bas på Smokey Robinson-singlen "Way Over There" (1959), John Lee Hooker -albummet Burnin' (1962) og The Reflections' "(Just Like) Romeo and Juliet" (1964).:12  I Hitsville USA blev han medlem af en kerne af studiemusikere, der uformelt kaldte sig selv The Funk Brothers. Den lille og tætte gruppe af musikere optrådte på langt de fleste af Motowns indspilninger op igennem 1960'erne. På Jamersons tidligste sessions spillede han kontrabas, men i begyndelsen af 1960'erne skiftede han til primært at spille på en elektrisk Fender Precision Bass.
Ligesom Jamerson var de fleste af de andre Funk Brothers jazzmusikere, der var blevet rekrutteret af Gordy. I mange år opretholdt de en tidsplan med indspilninger om dagen i Motowns "Studio A" (som de gav tilnavnet "the Snakepit" på grund af de mange ledninger i det lille kælderstudie), hvorefter de om aftenen og natten spillede koncerter i jazz-klubber. De turnerede også nogle gange i USA med Motowns hovednavne. I det meste af deres karriere var Funk Brothers imidlertid ukrediteret på Motown-singler og -albums, og deres løn var betydeligt mindre end den, som de krediterede artister og pladeselskabet fik, hvorfor nogle af dem lejlighedsvist tyede til freelancearbejde andre steder. Berry Gordy ønskede imidlertid ikke, at studiemusikerne medvirkede for andre end Motown, og til sidst betalte pladeselskabet Jamerson en fast ugeløn på $1.000 (svarende til $8.762 eller ca. 60.000 kr. i 2023), hvilket gav ham og hans voksende familie en behagelig livsstil.:13–15 
Jamersons diskografi på Motown ligner det samlede katalog over soulhits fra 1960'erne og 1970'erne. Han spillede blandt andet på hits som "You Can't Hurry Love " af The Supremes, "My Girl" af The Temptations, "Shotgun" af Jr. Walker & the All Stars, "For Once in My Life" og "I Was Made to Love Her" af Stevie Wonder, "Going to a Go-Go" af The Miracles, "Dancing in the Street" af Martha and the Vandellas, "I Heard It Through the Grapevine" af Gladys Knight & the Pips og senere af Marvin Gaye, det meste af albummet What's Going On af Marvin Gaye samt "Reach Out I'll Be There" og "Bernadette" af Four Tops. Af og til indspillede han for andre pladeselskaber, hvilket førte til sange som "Boom Boom" af John Lee Hooker og "Higher and Higher" af Jackie Wilson. Motown udgav 537 singler i 1960'erne og over 200 album. Ifølge andre Funk Brothers i dokumentaren Standing in the Shadows of Motown fra 2002 ville Gaye enormt gerne have Jamerson til at spille på sin single "What's Going On", hvorfor han ledte efter Jamerson på flere Detroit-barer. Da Gaye fandt Jamerson, der gennem flere år havde kæmpet med massive alkoholproblemer, blev han fragtet til pladestudiet, men Jamerson var for beruset til at holde sig oprejst, så han indspillede den legendariske baslinje, mens han lå på ryggen. Jamerson var stoppet med at turnere i 1964 og arbejdede i studiet på fuld tid. Han spillede sandsynligvis på næsten alle Motown-indspilninger mellem 1963 og 1968, som omfatter over 60 top-femten popsingler. Jamerson optrådte på 23 nr. 1-hits på pophitlisten (en rekord snævert overgået af Paul McCartney fra Beatles, der nævner Jamerson som sin største indflydelse), og han optrådte på 56 nr. 1-hits på R&B-hitlisten.
Jamerson er anerkendt for at have udvidet basguitarens musikalske udtryk og rolle i datidens populærmusik, som i 1950'erne og 60'ernes R&B, rock and roll og country i vid udstrækning blot bestod af grundtoner, kvinter og enkle, repetetive mønstre. Derimod inddrog Jamerson kromatiske runs, synkopering, ghost notes og inversioner, med hyppig brug af de løse strenge. Hans smidige basspil blev betragtet som en afgørende del af den såkaldte "Motown Sound". Hans basspil var stærkt melodisk, men stadig låst tæt fast til trommernes groove.
I et interview fra 1983 med magasinet Musician udtalte Jamerson, at Motowns sangskrivere "ville give mig akkordarket, men de kunne ikke skrive til mig. Når de gjorde det, lød det ikke rigtigt. [...] Når Da de gav mig et akkordark, så jeg på det, men begyndte så at gøre, hvad jeg følte, og hvad jeg tænkte ville passe. [...] Jeg ville høre melodilinjen fra teksten og bygge baslinjen op omkring det."

## Karriere efter Motown
Kort efter at Motown flyttede deres hovedkvarter til Los Angeles i 1972, flyttede Jamerson selv dertil og fandt lejlighedsvis studiearbejde, men hans forhold til Motown sluttede officielt i 1973. Han fortsatte som sessionmusiker; men i Los Angeles arbejdede Jamerson ikke med en fast gruppe musikere, og han var ikke lige så fri til at improvisere. Han følte sig malplaceret, og over tid påvirkede hans øgede afhængighed af alkohol hans arbejde. I takt med, at andre musikere i stigende grad brugte højteknologiske forstærkere, roundwound-strenge og enklere, mere repetetive baslinjer, der inkorporerede nye teknikker som slapping, faldt Jamersons stil i unåde hos producere, og han var tilbageholdende med at prøve nye ting. I 1980'erne kunne han ikke længere få nogen seriøse gigs som sessionsmusiker.:70–73 

## Personlige liv og død
Jamerson giftede sig med Annie Wells kort før han dimitterede fra high school. De fik fire børn. Hans søn, James Jamerson Jr. (1957–2016), var professionel sessionbassist og medlem af discobandet Chanson. Han havde to andre sønner, Joey og Derek, og en datter, Dorene.:49 
Jamerson, der længe havde lidt af alkoholisme, døde af komplikationer fra skrumpelever, hjertesvigt og lungebetændelse den 2. august 1983 i Los Angeles, 47 år gammel. Han er begravet på Detroits Woodlawn Cemetery.

## Anerkendelse
Motowns grundlægger, Berry Gordy, kaldte Jamerson en "utrolig improvisator" og sagde "jeg, ligesom nogle af de andre producere, ville ikke lave en session, medmindre mindst to af Funk Brothers var til stede: [trommeslageren] Benny Benjamin og James Jamerson." Jamerson fik sammen med de øvrige Funk Brothers ringe formel anerkendelse for deres bidrag. Hans arbejde var ukrediteret indtil senere i karrieren, og han forblev stort set anonym, selv over for bassister, der efterlignede hans stil. Første gang han blev krediteret på en større Motown-udgivelse, var i 1971 for hans optræden på Marvin Gayes album What's Going On. Han blev noteret som "den uforlignelige James Jamerson" på albummet.
Efter sin død blev Jamerson optaget i Rock and Roll Hall of Fame i 2000, blandt den første gruppe af "medmusikere", der blev optaget nogensinde. Han modtog en Grammy Lifetime Achievement Award i 2004, og han blev optaget i Musicians Hall of Fame i 2007, begge som medlem af Funk Brothers. I 2009 blev han optaget i Fender Hall of Fame. Han modtog magasinet Bass Players Lifetime Achievement Award i 2011. Derudover blev han tildelt en buste ved Hollywood Guitar Centers Rock Walk, og i 2013 modtog Funk Brothers en stjerne på Hollywood Walk of Fame.

## Yderligere læsning
- Taylor, Harold Keith, The Motown Music Machine. Jadmeg Music Publishing, 2004
- Andr, Motown Bass Classics. Hal Leonard Corporation, 1998
- Posner, Gerald, Motown : Music, Money, Sex, and Power. Random House, 2005
- Rubin, Dave, Motown Bass (Bass Signature Licks). Hal Leonard Corporation, 2000
- Dr. Licks, Standing in the Shadows of Motown: The Life and Music of Legendary Bassist James Jamerson. Hal Leonard,1989